# Simulium machadoi
Simulium machadoi är en tvåvingeart som beskrevs av Luna de Carvalho 1962. Simulium machadoi ingår i släktet Simulium och familjen knott.
Artens utbredningsområde är Angola. Inga underarter finns listade i Catalogue of Life.